# Albert Albertson
Albert Albertson – fikcyjny bohater opowiadań dla dzieci napisanych i zilustrowanych przez szwedzką autorkę Gunillę Bergström.
Albert Albertson mieszka z tatą i kotem Puzlem. Jest kilkulatkiem, czasem ma problemy z zasypianiem, potrafi rano marudzić przed wyjściem do przedszkola. Jest niezwykle pomysłowy, zwłaszcza jeśli bardzo czegoś chce. To chłopiec, w którym dzieci rozpoznają swoje zachowania i emocje – radość zabawy, ciekawość świata, nieograniczoną fantazję, ale też złość, zazdrość oraz strach.
Książki o Albercie, przetłumaczone na 40 języków, rozeszły się w dziesięciomilionowym nakładzie w Szwecji i poza jej granicami, a na ich kanwie powstały spektakle teatralne i filmy animowane.
W Polsce serię publikuje od 2012 poznańskie Wydawnictwo Zakamarki. Wszystkie tomy przetłumaczyła Katarzyna Skalska.

## Książki w serii
- Dobranoc, Albercie Albertsonie (tyt. oryg. God natt, Alfons Åberg), wyd. polskie 2012
- Nieźle to sobie wymyśliłeś, Albercie (tyt. oryg. Aja baja, Alfons Åberg), wyd. polskie 2012
- Pospiesz się, Albercie  (tyt. oryg. Raska på, Alfons Åberg), wyd. polskie 2012
- Albert i tajemniczy Molgan (tyt. oryg. Alfons och hemlige Mållgan), wyd. polskie 2013
- Kto obroni Alberta? (tyt. oryg. Vem räddar Alfons Åberg?), wyd. polskie 2013
- Sprytnie, Albercie (tyt. oryg. Listigt, Alfons Åberg!), wyd. polskie 2013
- Czy jesteś tchórzem, Albercie? (tyt. oryg. Är du feg, Alfons Åberg?), wyd. polskie 2014
- Albert i potwór (tyt. oryg. Alfons och odjuret), wyd. polskie 2014
- Co się stało z Albertem? (tyt. oryg. Var är bus-Alfons?), wyd. polskie 2014
- Kto straszy Albercie? (tyt. oryg. Vem spökar, Alfons Åberg?), wyd. polskie 2014
- Co cieszy Alberta? (tyt. oryg. Lycklige Alfons Åberg), wyd. polskie 2015
- Albert i Mika (tyt. oryg. Alfons och Milla), wyd. polskie 2015
- Hokus-pokus, Albercie (tyt. oryg. Hokus pokus, Alfons Åberg), wyd. polskie 2015
- Urodziny Alberta (tyt. oryg. Kalas, Alfons Åberg!), wyd. polskie 2016
- Wiąż, ile chcesz, Albercie (tyt. oryg. Bara knyt, Alfons!), wyd. polskie 2017
- Co mówi tata Alberta? (tyt. oryg. Vad sa pappa Åberg?), wyd. polskie 2018
- Albercie, ty złodzieju! (tyt. oryg. Där går Tjuv-Alfons), wyd. polskie 2019
- Opowiedz coś strasznego, Albercie (tyt. oryg. Mera monster, Alfons!), wyd. polskie 2020
- Niech żyje tata Alberta! (tyt. oryg. Hurra, för pappa Åberg!), wyd. polskie 2021
- Albert mówi NIE (tyt. oryg. Näpp! sa Alfons Åberg), wyd. polskie 2022
- Miny Alberta (tyt. oryg. Alla möjliga Alfons & Mera miner med Alfons), wyd. polskie 2022
- Albert w kosmosie (tyt. oryg. Flyg! sa Alfons Åberg), wyd. polskie 2022
- Albert i niewidzialne (tyt. oryg. Osynligt med Alfons), wyd. polskie 2023

## Nagrody
- Albercie, ty złodzieju! nagroda główna konkursu Świat Przyjazny Dziecku w 2019 roku[8]
- Albert mówi NIE, Albert w kosmosie, Miny Alberta - nagrody główne konkursu Świat Przyjazny Dziecku w 2022 roku[9]

## W innych krajach Albert nazywa się
- w Szwecji – Alfons Åberg[10]
- w Niemczech – Willi Wiberg[11]
- w Finlandii – Mikko Mallikas[12].